# Sebastián Sosa (labdarúgó, 1986)
Carlos Sebastián Sosa Silva (Montevideo, 1986. augusztus 19. –) uruguayi válogatott labdarúgó, 2023-tól az UNAM játékosa. 

## Pályafutása

### Klubcsapatokban
Megfordult a Peñarol, a Central Español csapatainaál mielőtt 2011-ben az argentin Boca Juniors játékosa lett. 2012 és 2015 között a Vélez csapatát erősítette. 2015 júniusában a mexikói Pachuca csapatába igazolt, de kölcsönben megfordult ezidő alatt a Zacatecas, a Rosario Central és a Morelia csapatainál, majd utóbbi végleg szerződtette. Ezt követően a Mazatlán és az Independiente csapataiban is megfordult, majd 2023 januárjától a mexikói UNAM klubját erősíti.

### A válogatottban
Pályára lépett a 2003-as Dél-amerikai U17-es labdarúgó-bajnokságon. 2022. június 11-én mutatkozott be a felnőtt válogatottban Panama elleni barátságos mérkőzésen. Részt vett a 2022-es labdarúgó-világbajnokságon.

## Sikerei, díjai
- Peñarol
  - Uruguayi Primera División: 2009–2010

- Boca Juniors
  - Argentin Primera División: 2011 Apertura
  - Copa Argentina: 2011–2012

- Vélez
  - Argentin Primera División: 2012 Inicial, 2012–13 Superfinal
  - Supercopa Argentina: 2013